# 服部英二
服部 英二（はっとり えいじ、1934年 - ）は、日本の比較文明学者。

## 経歴
名古屋市出身。南山大学文学部哲学科卒業。京都大学大学院文学研究科博士課程満期退学。フランス政府給費留学生としてパリ大学（ソルボンヌ）博士課程に留学。
1973年ユネスコ本部勤務、首席広報官、文化担当特別事業部長等。その間に「科学と文化の対話」シンポジウムシリーズ、「シルクロード・対話の道総合調査」等を実施。
1994年退官後、ユネスコ事務局長顧問、同事務局長官房特別参与、麗澤大学教授、同比較文明文化研究センター客員教授、道徳科学研究センター顧問、地球システム・倫理学会会長、比較文明学会名誉理事。

## 著書
- 『文明の交差路で考える』講談社現代新書 1995
- 『出会いの風景 世界の中の日本文化』麗澤大学出版会 1999
- 『文明間の対話』麗澤大学出版会 2003
- 『文明は虹の大河 服部英二文明論集』麗澤大学出版会 2009
- 『未来を創る地球倫理 いのちの輝き・こころの世紀へ』モラロジー研究所 2013
- 『転生する文明』藤原書店　2019
- 『地球倫理への旅路』北海道大学出版会　2020

### 共著・編著
- 『「対話」の文化 言語・宗教・文明』鶴見和子共著 藤原書店 2006
- 『文明の風土を問う 対論 泥の文明・稲作漁撈文明が地球を救う』安田喜憲,松本健一,欠端實共著 麗澤大学出版会 2006
- 『未来世代の権利 地球倫理の先覚者、J-Y・クストー』編著 藤原書店 2015

### 監修
- 『科学と文化の対話 知の収斂 ユネスコ・国連大学シンポジウム』監修 麗澤大学出版会 1999
- 『文化の多様性と通底の価値 聖俗の拮抗をめぐる東西対話』監修 麗澤大学出版会 2007

### 翻訳
- ガブリエル・マルセル『道程 いかなる目覚めへの?』理想社 1976
- ジェローム・バンデ編『地球との和解 人類と地球にはどんな未来があるのか』立木教夫共監訳 麗澤大学出版会 2009